# Hörneå
Horneå is een plaats in de gemeente Umeå in het landschap Västerbotten en de provincie Västerbottens län in Zweden. De plaats heeft 55 inwoners (2005) en een oppervlakte van 29 hectare. De plaats ligt aan de Europese weg 34 ongeveer vijfendertig kilometer ten zuiden van de stad Umeå. De grotere plaats Hörnefors ligt ongeveer twee kilometer ten oosten van het dorp.